# Mihal Tir
Mihal Tir (1942 — 2013) bio je doktor filoloških nauka, profesor slovačkog jezika, autor udžbenika i član nekoliko slovačkih udruženja. 

## Život i biografija
Rodjen je 26. oktobra 1942. godine u Pivnicama, gde je završio i osnovnu školu. Posle završene gimnazije u Petrovcu, studirao je na Filozofskom fakultetu od 1961. do 1963. godine u Novom Sadu. Univerzitetske studije slovačkog jezika završio je na Filološkom fakultetu u Beogradu 1967. godine, gde je i magistrirao 1973. godine sa radom pod nazivom “Glasovni sistem slovačkog govora Bačkog Petrovca” (Hláskoslovná sústava petrovského nárečia), napisan na srpsko - hrvatskom jeziku. Godine 1987. odbranio je doktorat filoloških nauka za disertaciju “Brojevi u slovačkom i srpskohrvatskom jeziku” (Číslovky v slovenčine a srbochorvatčine).

## Rad
Radio je u Osnovnoj školi “Jozef Marčok-Dragutin” u Gložanu školske 1963/64. a od 1967. do 1969. godine je bio zaposlen u izdavaštvu Obzor. Od 1969. do 1975. godine radio je u Zavodu za udžbenike u Novom Sadu, odakle je prešao na Institut slovakistike Filozofskog fakulteta u Novom Sadu, gde je kao redovan profesor radio do odlaska u penziju. Školske 1971/72. godine bio je gostujući predavač na Filozofskom fakultetu UK u Bratislavi a od 1989. do 1994. godine bio je prodekan Filozofskog fakulteta u Novom Sadu. Pored toga, predavao je slovački jezik na Filološkom fakultetu u Beogradu i na Pedagoškom fakultetu u Somboru sa isturenim odeljenjem u Bačkom Petrovcu.
Mihal Tir je bio član nekoliko udruženja: obnovljeno Slovakističko vojvođansko društvo – naslednik Društva vojvođanskih slovakista, Društvo za primenjenu lingvistiku Vojvodine, Slavističko društvo Srbije, Društvo jezičkih nauka (Bratislava).
Pored toga, dr. Mihal Tir je skoro 30 godina sarađivao sa slovačom redakcijom beogradskog Zavoda za udžbenike (istureno odeljenje u Novom Sadu) kao ocenjivač udžbenika maternjeg jezika. Dugi niz godina bio je član komisije na republičkim takmičenjima iz slovačkog jezika i uspešno je nastupao na Konferencijama jezičkih nauka u Srbiji i inostranstvu.
Dr Mihal Tir bio je i član Upravnog odbora Zavoda za kulturu vojvođanskih Slovaka od njegovog osnivanja 2008. godine. Svojim profesionalnim savetima značajno je doprineo kvalitetnom radu ove kulturne ustanove.

## Nagrade
Za svoj rad je nagrađen nekoliko puta. Dobitnik je sledećih nagrada: 
- Cena Spolku vojvodinskych slovakistov v oblasti slovakistiky (1990. godine),
- Zahvalnica za rad u Skupštini AP Vojvodine u Komisiji za autentičnost prevoda akata i propisa sa srpskog na slovački jezik,
- Povelja Jugoslovenskog društva za primenjenu lingvistiku (septembar 2003. godina, Budva),
- Nagrada Kulturno-prosvetne zajednice Srbije (Zlatna značka, 2001. godine),
- Pamätná medaila Univerzity Komenského za prínos v oblasti slovakistiky a jej propagácie vo svete (2004. godine).

## Akademska karijera
- 2004. godine - Izbor u zvanje - redovni profesor, Filozofski fakultet, Novi Sad
- Oblast: Slovački jezik i metodika slovačkog jezika
- 1987. godine - Doktorat, Filozofski fakultet, Novi Sad
- Oblast: Slovački jezik
- 1973. godine - Magistratura, Filološki fakultet, Beograd
- Oblast: Slovački jezik
- 1967. godine - Diploma, Filološki fakultet, Beograd
- oblast: Slovački jezik i književnost

## Bibliografija
- Slovenčina v praxi. Štúdie z konfrontačnej a aplikovanej lingvistiky. Novi Sad, Futura publikacije 2004, 116 s.
- Číslovky v spisovnej slovenčine a v spisovnej srbochorvátčine. Nový Sad – Bratislava, Obzor – Bratislava, 1991, 120 s.
- Z gramatiky nemám strach. Beograd, Zavod za udžbenike i nastavna sredstva, 2004.
- Život Slovákov a multinacionálne vzťahy vo Vojvodine. In: (zbornik je izdat na japanskom jeziku): Struktura i promene identiteta u multietničkoj sredini – na primeru istočne Evrope. Editor Yoshimoto Kawasaki. Tokyo, Chuo Univerity 2003, s. 43-58.
- Slovenský jazyk a kultúra vyjadrovania pre 7. ročník základnej školy. Beograd. Zavod za udžbenike i nastavna sredstva, 1994 (3. izdanje), 1996 (4. izdanje) i 1997 (5. izdanje). Sledeća izdanja 1998, 2001, 2003.
- Slovenský jazyk a kultúra vyjadrovania pre 8. ročník základnej školy. Beograd, Zavod za udžbenike i nastavna sredstva, 1995 (3. izdanje), 1998 (4. izdanje). Sledeća izdanja: 2000, 2002 i 2003.
- Učebnicová tvorba v slovenskom jazyku v Juhoslávii. In: Zahraniční Slováci a meterinský jazyk. Martin, Matica slovenská 1990, s. 56-60.
- Kombinačné zmeny spoluhlások na morfematickom švíku (Konfrontácia slovenčina – srbčina). In: Tradícia a perspektívy gramatického výskumu na Slovensku. Editorka Mária Šimková. Bratislava, Veda 2003, s. 136-141.[2]

## Spoljašnje veze
- Filološki fakultet u Beogradu
- Filozofski fakultet u Novom Sadu
- Filozofski fakultet u Bratislavi
- Pedagoški fakultet u Somboru
- Slavističko društvo Srbije
- Zavod za kulturu vojvodjanskih Slovaka